# John Dryden
John Dryden, angleški pesnik, književni kritik in dramatik, * 9. avgust 1631, Aldwinche, Northamptonshire, Združeno kraljestvo, † 12. maj 1700, London.

## Življenje
Kot najstarejši izmed štirinajstih otrok se je rodil v bogato družino. Njegov oče je bil Erasmus Dryden, sin angleškega plemiča, sira Erasmusa Drydna, člana angleškega parlamenta. Kot otrok je živel v vasici Titchmarsh, kjer je najverjetneje obiskoval tudi šolo.
Šolanje je leta 1644 nadaljeval na prestižni šoli Westminster School, kar mu je omogočila štipendija King's Scholar. Študij je leta 1650 nadaljeval na Trinity College v Cambridgeu, kjer je študiral matematiko, retoriko in klasično filologijo. Leto poprej je izdal svojo prvo pesem. Bil je najboljši študent svojega letnika in je diplomiral leta 1654. Istega leta mu je v mesecu juniju umrl oče in mu zapustil nekaj zemlje in premoženja, vendar ne dovolj za preživetje.
Po diplomi se je zaposlil pri državnem sekretarju Oliverja Cromwella, Johnu Thurloju. Leto po smrti Cromwella, 1659, je objavil svoje prvo pomembnejše delo, Heroic Stanzas, slavospev preminulemu voditelju. Leta 1663 se je poročil z Lady Elizabeth, plemkinjo in sestro sir Roberta Howarda.
Po letu 1668 je John Dryden postal dvorni pesnik pod vladavino kralja Jamesa II. Naslednika, kralj William III. in kraljica Mary II. pa sta ga odslovila in Dryden je edini pesnik v zgodovini, ki dela kot dvorni pesnik ni obdržal do smrti. Dryden je za vedno ostal zvest Jamesu II. in ni nikoli zaprisegel drugemu vladarju. Ko je leta 1665 London zajela bubonska kuga, se je Dryden preselil v Wiltshire, kjer je napisal svoje najdaljše delo, An Essay of Dramatick Poesie. Delo je napisano kot dialog med junaki, ki debatirajo o svetovnih dramskih delih.
Umrl je 12. maja leta 1700 v Londonu. Sprva je bil pokopan na pokopališču pri cerkvi St. Anne v Sohu, a so njegove posmrtne ostanke prenesli v Westminstrsko opatijo.

## Delo
John Dryden je bil eden najbolj priznanih pesnikov, pisateljev, dramaturgov in prevajalcev že za čas svojega življenja. Napisal je skoraj 30 dramskih del. Pisal je tako tragedije kot tudi komedije. Njegovo najbolj znano delo je komedija Amphitryion. Bil je tudi zelo cenjen prevajalec svojega časa. Prevajalstvo je razvijal v teoriji in njegove ugotovitve še danes veljajo za ene najpomembnejših prispevkov k prevodoslovju. Prevedel je dela avtorjev, kot so Juvenal in Virgil.